# Kopejsk
Kopejsk (russisk: Копейск, tr. Kopejsk) er en by i Tjeljabinsk oblast, Urals føderale distrikt i Den Russiske Føderation. Byen ligger i den sydlige del af den Vestsibiriske slette og grænser op til byen Tjeljabinsk. Kopejsk, der er en del af Tjeljabinsk storbyområde, har 144.957 (2024) indbyggere, og ligger nær bredden af søen Polovinnoje.

## Geografi
Kopejsk ligger på Urals østskråninger, godt 15 km sydøst for Tjeljabinsk og 1795 km øst for Moskva via M7. Tjeljabinsk og Kopejsk er i praksis et byområde, og frem til nedlæggelsen af nettet i 1976 var der sporvognsforbindelse mellem de to bycentre.

### Klima
| J F M A M J J A S O N D 19 −12 −20 15 −10 −19 14 −2 −12 26 10 −1 43 19 6 58 24 11 87 25 14 53 23 11 38 16 6 36 6 −1 26 −3 −10 23 −9 −16 Gennemsnitlige max. og min. temperaturer i °C Nedbørsmængde i mm Kilde: Kopejsk, climate-data.org |            |           |          |         |          |          |          |         |         |           |           |
| J | F          | M         | A        | M       | J        | J        | A        | S       | O       | N         | D         |
| 19 −12 −20 | 15 −10 −19 | 14 −2 −12 | 26 10 −1 | 43 19 6 | 58 24 11 | 87 25 14 | 53 23 11 | 38 16 6 | 36 6 −1 | 26 −3 −10 | 23 −9 −16 |
| Gennemsnitlige max. og min. temperaturer i °C |            |           |          |         |          |          |          |         |         |           |           |
| Nedbørsmængde i mm |            |           |          |         |          |          |          |         |         |           |           |
| Kilde: Kopejsk, climate-data.org |            |           |          |         |          |          |          |         |         |           |           |

| J                                             | F          | M         | A        | M       | J        | J        | A        | S       | O       | N         | D         |
| 19 −12 −20                                    | 15 −10 −19 | 14 −2 −12 | 26 10 −1 | 43 19 6 | 58 24 11 | 87 25 14 | 53 23 11 | 38 16 6 | 36 6 −1 | 26 −3 −10 | 23 −9 −16 |
| Gennemsnitlige max. og min. temperaturer i °C |            |           |          |         |          |          |          |         |         |           |           |
| Nedbørsmængde i mm                            |            |           |          |         |          |          |          |         |         |           |           |
| Kilde: Kopejsk, climate-data.org              |            |           |          |         |          |          |          |         |         |           |           |

Kopejsk har et koldt tempereret fastlandsklima (Köppens klimaklassifikation Dfb). Den koldeste måned er januar med en gennemsnitstemperatur på -15,7 °C. Den varmeste måned er juli med en gennemsnitstemperatur på 19,4 °C. Den gennemsnitlige temperatur på års basis er 2,4 °C. Den gennemsnitlige årlige nedbør er 438 mm.

## Historie
Kopejsk grundlagt i begyndelsen af 1900-tallet på basis af en række arbejderbosættelser, der blev opført i 1907  som led i udviklingen af kulbrydning i området. Den 20. juni 1933 fik Kopejsk bystatus. Stedets navn er afledt af ordet "Копи" (dansk: Kopi), der betyder mine.
I 2004 fik Kopejsk formelt igen bystatus, da bydelene Gornjak, Baschowo, Starokamyshinsk, Oktyabrsky, Potanino, Schelesnodoroschny og Wachruschewo blev sammenlagt med Kopejsk. Disse bydele var vokset frem i løbet af 1980'erne.

### Befolkningsudvikling
| År   | Indbyggere | Bemærkning                                                       |
| ---- | ---------- | ---------------------------------------------------------------- |
| 1939 | 60.153     | deraf 15.529 indbyggere i selvstændige arbejderbosætning Gornjak |
| 1959 | 160.713    |                                                                  |
| 1970 | 155.799    |                                                                  |
| 1979 | 145.905    |                                                                  |
| 1989 | 79.048     | 146.180 med forstæder                                            |
| 2002 | 73.342     | 140.876 med forstæder                                            |
| 2010 | 137.601    |                                                                  |

Note: Data fra folketællinger

## Økonomi
Indtil 1990'erne var de vigtigste økonomiske sektorer kuludvinding (med miner som "Kapitalnaja", "Komsomolskaja", "Krasnaja Gornjatjka" og "Tsentralnaja") og Kopejsk maskinfabrik (Kirov) var den største producent minedriftudstyr. I øjeblikket er alle miner lukket på grund af kulens lave kvalitet og de høje produktionsomkostninger.
I de senere år har Kopejsk udviklet en diversificeret økonomi. I byen er registreret mere end 1.000 industrivirksomheder og mere end 7.000 private iværksættere. De nye virksomheder fremstiller varer som plastikfilm, rør med korrosionsbeskyttelse, keramisk proppant til olie- og gasindustrien og vegetabilske olier.
I Kopejsk ligger indkøbscentret "Metro", ejet af det tyske selskab Metro AG. Indkøbscentret spiller en vigtig rolle i byens liv, idet mange småhandlende i Tjeljabinskk og Kopejsk indkøber deres varer i centret.